# Marcolândia
Marcolândia est une municipalité brésilienne située dans l'État du Piauí.